# (33502) Janetwaldeck
1999 GM20 (asteroide 33502) é um asteroide da cintura principal. Possui uma excentricidade de 0.15261890 e uma inclinação de 3.24176º.
Este asteroide foi descoberto no dia 15 de abril de 1999 por LINEAR em Socorro.